# تيد كوي
تيد كوي (بالإنجليزية: Ted Coy)‏ هو لاعب كرة قدم أمريكية أمريكي، ولد في 23 مايو 1888 في Andover, Massachusetts ‏ في الولايات المتحدة، وتوفي في 8 سبتمبر 1935 في نيويورك في الولايات المتحدة.